# Thuramminopsis
Thuramminopsis es un género de foraminífero bentónico de la subfamilia Psammosphaerinae, de la familia Psammosphaeridae, de la superfamilia Psammosphaeridae, del Suborden Saccamminina y del orden Astrorhizida. Su especie tipo es Thuramminopsis canaliculata. Su rango cronoestratigráfico abarca el Jurásico superior.

## Discusión
Clasificaciones previas incluían Thuramminopsis en la Superfamilia Astrorhizoidea, así como en el Suborden Textulariina y/o Orden Textulariida.

## Clasificación
Thuramminopsis incluye a la siguiente especie:
- Thuramminopsis canaliculata †